# 瓦赫蘭艾哈邁德·本·貝拉國際機場
瓦赫蘭艾哈邁德·本·貝拉國際機場（阿拉伯语：‎）是阿爾及利亞第二大城市瓦赫蘭的一座機場，以阿爾及利亞第一任總統艾哈邁德·本·貝拉命名。該機場也被稱為塞尼耶機場（‎），因機場位於瓦赫蘭市南部的塞尼耶得名。

## 外部連結
- 官方網站 （页面存档备份，存于）（法文）